# Edward Andrade
Edward Neville da Costa Andrade (Londres, 27 de diciembre de 1887-Londres, 6 de junio de 1971) fue un físico, escritor, poeta y locutor inglés conocido por sus significativas contribuciones a la física y su influencia en la educación y popularización de la ciencia.

## Trayectoria

### Primeros años y educación
Nació en Londres, en el seno de una familia judío sefardí con raíces portuguesas, lo que influyó en su formación cultural y personal. Estudió en el St. Dunstan's College, destacándose desde joven en las ciencias. Posteriormente, ingresó a la University College de Londres (UCL), donde se graduó con honores en Física en 1907. Durante su tiempo en UCL, Andrade demostró una gran aptitud para la investigación, lo que le permitió trabajar junto a importantes científicos de su tiempo.

### Contribuciones científicas
Uno de los momentos más destacados en su carrera fue su colaboración con Ernest Rutherford. Juntos, trabajaron en la determinación de las longitudes de onda de los rayos gamma. Este trabajo fue crucial, ya que demostró que los rayos gamma tenían energías mucho más altas que los rayos X conocidos hasta entonces, lo que fue un descubrimiento fundamental para el desarrollo de la física nuclear. Andrade es también conocido por desarrollar el Modelo Reológico de Andrade, un modelo que describe el comportamiento de materiales bajo deformación, combinando aspectos viscosos y elásticos. Este modelo es especialmente relevante en la mecánica de medios continuos y tiene aplicaciones significativas en la geofísica, ayudando a entender fenómenos como el flujo de los glaciares y la viscosidad de la corteza terrestre.
Durante la Primera Guerra Mundial sirvió en la Royal Artillery y luego impartió clases de física en el Ordnance College en Woolwich. 
Después de la guerra, regresó a su carrera académica, convirtiéndose en profesor de Física en la University College de Londres (UCL) de 1928 a 1950. En UCL, realizó investigaciones importantes en física del estado sólido y mecánica de fluidos. Posteriormente, fue nombrado profesor en la Royal Institution hasta 1952. Además, Andrade fue un activo divulgador de la ciencia, participando regularmente en el programa de radio The Brains Trust de la BBC, donde compartió su conocimiento con el público en general. Además de su carrera científica, Andrade también fue un escritor y poeta prolífico. 

## Distinciones y reconocimientos
En reconocimiento a sus contribuciones a la física, Andrade recibió la Medalla Hughes en 1958. Fue elegido miembro de la Royal Society en 1935, uno de los más altos honores en la comunidad científica británica.